# سیارک ۱۲۱۶۷
سیارک ۱۲۱۶۷ (به انگلیسی: 12167 Olivermuller، نامگذاری:4306T-2) دوازده هزار و صد و شصت و هفتمین سیارک کشف شده‌است که در ۲۹ سپتامبر ۱۹۷۳ کشف شد.
قدر مطلق سیارک برابر ۱۹.۵ است.